# Lophiostomataceae
Lophiostomataceae es una familia de hongos en el orden Pleosporales. Los taxones tienen una distribución amplia, especialmente en regiones templadas, y son sapróbicos o necrotróficos en tallos herbáceos o leñosos.

## Géneros
- Acrocalymma
- Byssolophis
- Cilioplea
- Entodesmium
- Epiphegia
- Herpotrichia
- Lophiella
- Lophionema
- Lophiostoma
- Lophiotrema
- Massariosphaeria
- Muroia
- Quintaria